# 洛尔科维奇-沃基奇密谋
洛尔科维奇-沃基奇密谋是一场发生在1944年年中的政治密谋，克罗地亚独立国内政部长姆拉登·洛尔科维奇和武装力量部长安特·沃基奇密谋与克罗地亚农民党组建联合政府，令国家脱离轴心国阵营，并借助克罗地亚家园卫队的帮助，让国家加入同盟国阵营。该密谋计划源自克罗地亚农民党，后者也参与了和同盟国的谈判。最终密谋败露，克罗地亚独立国当局展开大规模抓捕，包括洛尔科维奇和沃基奇在内的主要密谋者被处决。